# Vellimalai
Vellimalai es una ciudad y nagar Panchayat situada en el distrito de Kanyakumari en el estado de Tamil Nadu (India). Su población es de 13182 habitantes (2011). Se encuentra a 61 km de Thiruvananthapuram y a 80 km de Tirunelveli. 

## Demografía
Según el censo de 2011 la población de Vellimalai era de 13182 habitantes, de los cuales 6332 eran hombres y 6550 eran mujeres. Vellimalai tiene una tasa media de alfabetización del 88,86%, superior a la media estatal del 80,09%: la alfabetización masculina es del 91,69%, y la alfabetización femenina del 86,01%.